# 元気満タン秋田だwin2
元気満タン秋田だwin2（げんきまんたんあきただういんず）は、秋田放送ラジオの、月曜 - 金曜日の12:20～15:25に放送された昼ワイド番組である。中継車ラジPALによる街頭中継も行われていた。 
　「120万人のいつでもラジオ」、「これはkikiますビタミンラジオ」などの昼ワイド番組の時間帯を継いできた。2004年11月放送分より、「元気満タン秋田だwin」からタイトル変更。2006年3月31日で放送が終了し、4月3日からごごはWIN'Sがスタートした。

## 出演者
メインパーソナリティーは、
- 月～火曜日　伊藤綾子アナウンサー
- 水～金曜日　松井梨絵子アナウンサー

ラジPAL（中継車）リポーター
- 月曜日　ブラボー中谷
- 火曜日　加藤隆弘アナウンサー
- 水曜日　工藤東子
- 木曜日　井関裕貴アナウンサー
- 金曜日　まるさん

## 歴代出演者 （元気満タン秋田だwin時代からも含む）
高橋美樹、遠藤里沙、松浦大悟、上野泰夫、松本龍、小林美紀、鍋倉美保、宇奈月満（リポーター）、物袋綾子（リポーター）

## コーナー
- 火曜日-かいけつ火曜日

リスナーの質問を別のリスナーが回答するコーナー（全時間）
- 道路交通情報

JARTIC秋田センターから交通情報
- 交通取り締まり情報

速度違反情報とリスナーからの情報